# Ortneški grad

Lega kraja v Atlasu okolja

Ortneški ali Stari grad stoji na hribu Veliki Žrnovec v bližini Ribnice (natančneje blizu vasi Hudi Konec).
Leta 1161 je Ortenburžan Oton II. na tem mestu postavil majhen gradič. Po izumrtju Ortenburžanov leta 1418 so grad in gospostvo podedovali Celjski grofje, ki so ga imeli do izumrtja leta 1456. Kot vsa druga njihovo posest je tudi ta grad prešel v last Habsburžanov, ki so ga v drugi polovici 15. stoletja prodali Lambergom. Kmečki punti in turški vpadi so grad poškodovali, Lambergi pa so ga ponovno renesančno uredili. Konec 16. stoletja so grad prodali, postal je manj pomemben. V 17. stoletju so grofje Mosconi grad prezidali, iz tega časa izhaja tudi grajska cerkev svetega Jurija. Zadnji njegovi lastniki so bili Koslerji, ki so grad pridobili 1823, 1884 pa so ga opustili in se preselili v spodnji ortneški grad ob glavni cesti Ljubljana—Kočevje.
Sedaj so od Starega gradu ohranjene le ruševine, ki nosijo zgodovinsko in spomeniško privlačnost. V cerkvici svetega Jurija so bili trije oltarji, slike v njih in rezljana prižnica. Rezbarije so datirane z letnico 1641 in so izreden spomenik, prav tako slike mojstra Hansa Georga Geigerfelderja. Zaradi zamakanja in odnašanja plastik ter rezbarij so kapelo demontirali, opremo pa odpeljali. Podoba svetega Jurija je v Narodni galeriji v Ljubljani.
V bližini gradu stoji telekomunikacijski stolp RTV Slovenija, ki pokriva ribniško dolino. Na njem je televizijski oddajnik multipleksa A, oddajnika radijev Val 202 ter Radio 1 in bazna postaja mobilnega operaterja Si.mobil.